# Прашковски
Прашковски (івр. פרשקובסקי) - Ізраїльська публічна компанія, що займається нерухомістю. Компанія була заснована в квітні 2006 року Арноном, Едной, Йосефом і Шароном Прашковски і знаходиться під їхнім контролем.
Діяльність компанії зосереджена в основному на Ізраїлі в зонах попиту та Флориді в Сполучених Штатах. Компанія просуває проекти у сфері міського оновлення, квартири в оренду, пинуй бинуй (Міський район, де було вирішено знести в ньому старі житлові будинки, а під ними побудувати нові житлові будинки.) та інше.
З 2006 року компанія є публічною компанією, яка торгується на Тель-Авівській фондовій біржі.